# OS T1–T4
Die Baureihen T1–T4 waren U-Bahn-Triebwagen, die als erste Fahrzeuge von AS Oslo Sporveier für den U-Bahnbetrieb der Oslo T-bane in der norwegischen Hauptstadt Oslo in den Serien T1 bis T4 beschafft wurden. Sie wurden auch als Østvogner bezeichnet, weil sie im östlichen Netz eingesetzt wurden.

## Geschichte
1959 wurden zwei Einzelwageneinheiten mit der Bezeichnung T gebaut, die als Prototypen für die Osloer U-Bahn konzipiert wurden. Nach einem einjährigen Test wurden sie im Linienverkehr der Kolsåsbane eingesetzt, wo sie bis 1983 im regulären Dienst blieben.
Die ebenso allgemein verwendete Bezeichnung T1000 bezieht sich auf die gesamte Reihe mit den 162 Fahrzeugen, die nur mit Stromabnehmern für Stromschienen ausgestattet sind und nicht auf Strecken mit Oberleitungen eingesetzt werden konnten.
Die Fahrzeuge besitzen eine elektrische Widerstandsbremse, Druckluftbremse und eine Handbremse an jedem Drehgestell. Mit den automatischen Kupplungen können alle Fahrzeuge der Serien T1 bis T8 gekuppelt werden.

## Serien

### T1, T2
Die Serien T1-2 (mit zwei Führerständen) und T1-1 sowie T2 (mit einem Führerstand) waren die ersten U-Bahnwagen, die zwischen 1964 und 1967 für die Eröffnung der Strecken im Osten der Stadt beschafft wurden.

### T3, T4
Die Serie T3 wurde zwischen 1969 und 1972 und die Serie T4 zwischen 1975 und 1977 beschafft. Der wesentliche Unterschied zu den Serien T1 und T2 ist die Ausrüstung mit Scheibenbremsen.

### T5–T8
OS T5–T8 bezeichnet eine Serie von 33 Neubauten (T5, T6) und 16 umgebauten T4-Zügen (T7, T8), die mit Stromabnehmern für Oberleitungsbetrieb ausgestattet wurden und im westlichen Teil des Netzes eingesetzt wurden, bevor dieses auf Stromschienenbetrieb umgerüstet wurde.

### Einsatz
Alle Fahrzeuge der Serien T1 bis T4 wurden in der Wagenwerkstatt Ryen beheimatet.
Die nicht in Reihe T7 und T8 umgebauten Fahrzeuge erhielten zwischen 1995 und 1998 eine neue Inneneinrichtung und eine neue Lackierung.
Nach der Auslieferung der Baureihe MX3000 wurde am 19. Juni 2009 der letzte Wagen der Bauart im regulären Linienverkehr eingesetzt. Bereits am 25. August 2009 wurde der letzte Wagen zur Verschrottung abgefahren.

## Erhaltene Fahrzeuge
Bis auf acht historische Wagen wurden sämtliche Einheiten verschrottet. Sechs davon blieben als einsatzfähige Triebwagen erhalten. Der Wagen 1089 ist im Sporveismuseet der Lokaltrafikkhistorisk forening (LTF) ausgestellt. Der frühere Wagen 1155 wurde zum Wagen T7 1335 umgebaut und ist ebenfalls noch vorhanden.

## Typenübersicht
| Serie | Nummer    | Baujahr   | Hersteller                              | Sitz- und Stehplätze | Bemerkungen | Bezeichnung in norwegischer Literatur bis 1990 |
| ----- | --------- | --------- | --------------------------------------- | -------------------- | --- | ---------------------------------------------- |
| T1-2  | 1001–1030 | 1964–1965 | Strømmens Værksted, AEG/EGA, NEBB, Høka | 60/117               | Führerstand an beiden Enden die Wagen 1006, 1008, 1013 und 1027 wurden nach Unfällen in T1-1 umgebaut, ein Führerstand wurde entfernt, die Wagen 1002 und 1018 sind erhalten | TI2                                            |
| T1-1  | 1031–1090 | 1965–1967 | Strømmens Værksted, AEG/EGA, NEBB, Høka | 63/117               | 1076 und 1089 sind erhalten | TI1                                            |
| T2    | 1091–1105 | 1967      | Strømmens Værksted, AEG/EGA, NEBB, Høka | 63/117               | 1092 ist erhalten | TII                                            |
| T3    | 1106–1135 | 1969–1972 | Strømmens Værksted, AEG/EGA, NEBB       | 63/117               | Scheibenbremsen, 1129 ist erhalten | TIII                                           |
| T4    | 1136–1162 | 1975–1976 | Strømmens Værksted, AEG/EGA, NEBB       | 60/117               | Scheibenbremsen,1150–1159 umgebaut in T7 1147–1149 und 1160–1162 umgebaut in T8, 1141 erhalten, 1155 erhalten als 1335                                                       | TIV                                            |